# Kalinów (Piława Górna)
Kalinów (niem. Sadebeckhoh) – dzielnica miasta Piława Górna w województwie dolnośląskim, w powiecie dzierżoniowskim.

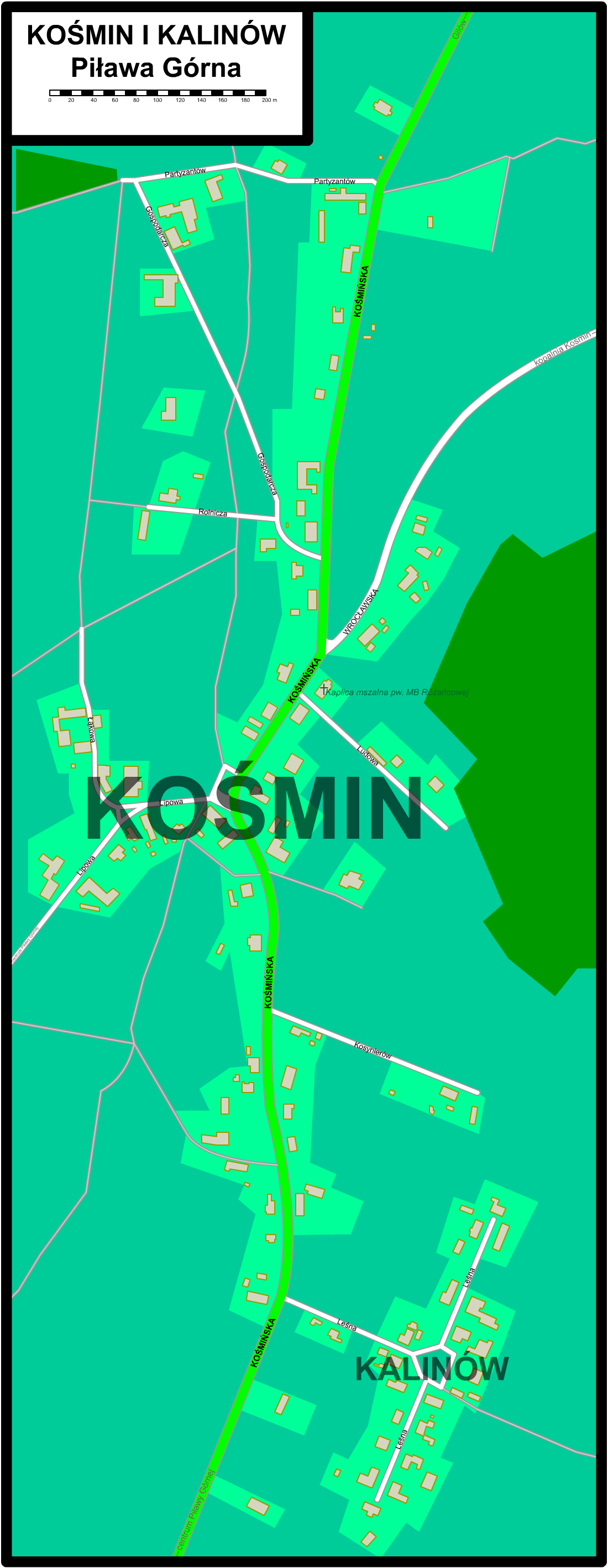
Plan Kośmina i Kalinowa

## Nazwa i położenie
Nazwa Sadebeckhoh pochodzi od nazwiska Augusta Sadebecka; znajduje się w północno-wschodniej części Piławy Górnej, obok dzielnicy Kośmin. Położona jest na Wzgórzach Gumińskich.

## Historia
Sadebeckhoh został zbudowany jako osada tkacka ok. 1820, jego fundatorem był August Sadebeck. Miejscowość należała swym kształtem do wyjątków urbanistycznych, ponieważ rozplanowano ją z czworokątnym rynkiem w środku oraz czterema ulicami z niego wychodzącymi. Polską nazwę Kalinów nadano miejscowości w 1947.
W październiku 1954 Kalinów (wraz z Kośminem, Kopanicą i Piławą Górną) wszedł w skład nowo utworzonej gromaday Piława Górna. 1 stycznia 1956 gromadzie Piława Górna nadano status osiedla, co oznaczyło, że Kalinów stał się częścią tej skonsolidowanej jednostki, a więc w praktyce został włączony do Piławy Górnej. 18 lipca 1962 osiedle Piława Górna otrzymało status miasta.
Kalinów de facto stanowi południową część Kośmina (obecnie ul. Leśna).